# Filtre gaussià

Forma de la resposta d'impuls d'un filtre gaussià típic

En electrònica i processament de senyals, principalment en processament de senyals digitals, un filtre gaussià és un filtre la resposta a l'impuls del qual és una funció gaussiana (o una aproximació a aquesta, ja que una resposta gaussiana real tindria una resposta d'impuls infinita).
Els filtres gaussians tenen les propietats de no tenir cap sobretensió de flanc a l'entrada d'una funció de pas alhora que minimitzen el temps de pujada i caiguda. Aquest comportament està estretament relacionat amb el fet que el filtre gaussià té el retard de grup mínim possible. Un filtre gaussià tindrà la millor combinació de supressió d'altes freqüències alhora que minimitzarà la propagació espacial, sent el punt crític del principi d'incertesa.
Aquestes propietats són importants en àrees com els oscil·loscopis i els sistemes de telecomunicacions digitals.
Matemàticament, un filtre gaussià modifica el senyal d'entrada per convolució amb una funció gaussiana; aquesta transformació també es coneix com a transformada de Weierstrass.

## Definició
El filtre gaussià unidimensional té una resposta d'impuls donada per
{\displaystyle g(x)={\sqrt {\frac {a}{\pi }}}e^{-ax^{2}}}
i la resposta en freqüència ve donada per la transformada de Fourier
{\displaystyle {\hat {g}}(f)=e^{-\pi ^{2}f^{2}/a}}
amb la freqüència ordinària {\displaystyle f}. Aquestes equacions també es poden expressar amb la desviació estàndard com a paràmetre
{\displaystyle g(x)={\frac {1}{{\sqrt {2\pi }}\sigma }}e^{-x^{2}/(2\sigma ^{2})}}
i la resposta en freqüència ve donada per
{\displaystyle {\hat {g}}(f)=e^{-f^{2}/(2\sigma _{f}^{2})}}
Escrivint {\displaystyle a} com una funció de {\displaystyle \sigma } amb les dues equacions per {\displaystyle g(x)} i en funció de {\displaystyle \sigma _{f}} amb les dues equacions per {\displaystyle {\hat {g}}(f)} es pot demostrar que el producte de la desviació estàndard i la desviació estàndard en el domini de la freqüència ve donat per
{\displaystyle \sigma \sigma _{f}={\frac {1}{2\pi }}},
on les desviacions estàndard s'expressen en les seves unitats físiques, per exemple, en el cas del temps i la freqüència en segons i hertz, respectivament.
En dues dimensions, és el producte de dos d'aquests gaussians, un per direcció:
{\displaystyle g(x,y)={\frac {1}{2\pi \sigma ^{2}}}e^{-(x^{2}+y^{2})/(2\sigma ^{2})}}
on x és la distància des de l'origen en l'eix horitzontal, y és la distància des de l'origen en l'eix vertical, i σ és la desviació estàndard de la distribució gaussiana.

## Implementació digital

Un pols d'ona quadrada, que es mostra amb punts en blau, es converteix en la corba del senyal mostrada en vermell configurant el pols d'un filtre gaussià

La funció gaussiana és per {\displaystyle x\in (-\infty ,\infty )} i teòricament requeriria una longitud de finestra infinita. Tanmateix, com que decau ràpidament, sovint és raonable truncar la finestra del filtre i implementar el filtre directament per a finestres estretes, de fet mitjançant una funció de finestra rectangular senzilla. En altres casos, el truncament pot introduir errors importants. Es poden aconseguir millors resultats utilitzant una funció finestra diferent (vegeu Implementació d'espais a escala per a més detalls).
El filtratge implica convolució. Es diu que la funció de filtre és el nucli d'una transformada integral. El nucli gaussià és continu. Més comunament, l'equivalent discret és el nucli gaussià mostrejat que es produeix mitjançant punts de mostreig a partir del gaussià continu. Un mètode alternatiu és utilitzar el nucli gaussià discret que té característiques superiors per a alguns propòsits. A diferència del nucli gaussià mostrejat, el nucli gaussià discret és la solució de l'equació de difusió discreta.
Com que la transformada de Fourier de la funció gaussiana produeix una funció gaussiana, el senyal (preferiblement després de dividir-se en blocs de finestres superposats) es pot transformar amb una transformada ràpida de Fourier, multiplicada per una funció gaussiana i transformada de nou. Aquest és el procediment estàndard per aplicar un filtre de resposta a l'impuls infinit, amb l'única diferència que la transformada de Fourier de la finestra del filtre es coneix explícitament.
A causa del teorema del límit central (de les estadístiques), el gaussià es pot aproximar mitjançant diverses tirades d'un filtre molt senzill com la mitjana mòbil. La mitjana mòbil simple correspon a la convolució amb la constant B-spline (un pols rectangular). Per exemple, quatre iteracions d'una mitjana mòbil produeixen un B-spline cúbica com a finestra de filtre, que s'aproxima força bé a la gaussiana. Una mitjana mòbil és bastant fàcil de calcular, de manera que els nivells es poden fer en cascada amb força facilitat.
En el cas discret, les desviacions estàndard del filtre (en els dominis de temps i freqüència) estan relacionades per
{\displaystyle \sigma _{t}\cdot \sigma _{f}={\frac {N}{2\pi }}}
on les desviacions estàndard s'expressen en un nombre de mostres i N és el nombre total de mostres. La desviació estàndard d'un filtre es pot interpretar com una mesura de la seva mida. La freqüència de tall d'un filtre gaussià es podria definir per la desviació estàndard en el domini de la freqüència:
{\displaystyle f_{c}=\sigma _{f}={\frac {1}{2\pi \sigma _{t}}}}
on totes les magnituds s'expressen en les seves unitats físiques. Si {\displaystyle \sigma _{t}}es mesura en mostres, amb la qual es pot calcular la freqüència de tall (en unitats físiques).
{\displaystyle f_{c}={\frac {F_{s}}{2\pi \sigma _{t}}}}
on {\displaystyle F_{s}} és la freqüència de mostreig.
El valor de resposta del filtre gaussià a aquesta freqüència de tall és igual a exp(−0.5) ≈ 0.607.

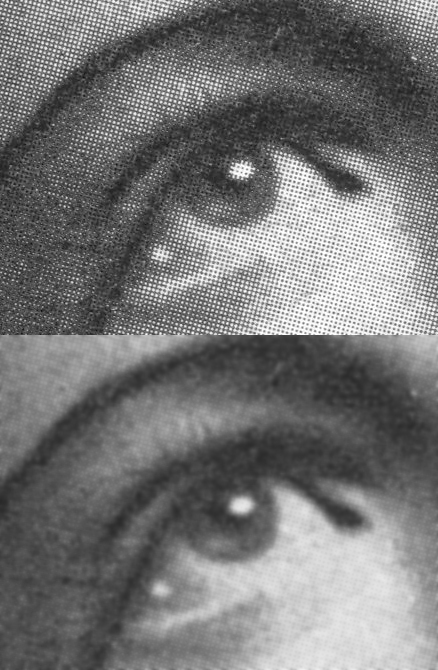
Imatge de mitges tintes suavitzada amb un filtre gaussià

Tanmateix, és més comú definir la freqüència de tall com el punt de mitja potència: on la resposta del filtre es redueix a 0,5 (−3 dB) a l'espectre de potència, o 1/√2 ≈ 0,707 a l'espectre d'amplitud (vegeu, per exemple, el filtre de Butterworth).
Per a un valor de tall arbitrari 1/c per a la resposta del filtre, la freqüència de tall ve donada per
{\displaystyle f_{c}={\sqrt {\ln(c)}}\cdot \sigma _{f}}
Per a c = 2, la constant abans de la desviació estàndard en el domini de la freqüència de l'última equació és aproximadament igual a 1,1774, que és la meitat de l'amplada completa a la meitat màxima (Full Width at Half Maximum, FWHM) (vegeu la funció gaussiana). Per a c = √2 aquesta constant és igual a aproximadament 0,8326. Aquests valors són força propers a 1.
Una mitjana mòbil simple correspon a una distribució de probabilitat uniforme i, per tant, a la seva amplada de mida del filtre {\displaystyle n} té una desviació estàndard {\displaystyle {\sqrt {(n^{2}-1)/12}}}. Així l'aplicació de successives {\displaystyle m} mitjanes mòbils amb mides {\displaystyle {n}_{1},\dots ,{n}_{m}} produeixen una desviació estàndard de
{\displaystyle \sigma ={\sqrt {\frac {n_{1}^{2}+\cdots +n_{m}^{2}-m}{12}}}}
(S'ha de tenir en compte que les desviacions estàndard no sumen, però les variacions sí).
Un nucli gaussià requereix {\displaystyle 6\sigma _{t}-1} valors, per exemple, per a {\displaystyle {\sigma _{t}}} de 3, necessita un nucli de longitud 17. Un filtre de mitjana en funcionament de 5 punts tindrà un sigma de {\displaystyle {\sqrt {2}}}. Executant-lo tres vegades donarà a {\displaystyle {\sigma _{t}}} de 2,42. Caldrà veure on és l'avantatge d'utilitzar una aproximació gaussiana en lloc d'una mala aproximació.
Quan s'aplica en dues dimensions, aquesta fórmula produeix una superfície gaussiana que té un màxim a l'origen, els contorns de la qual són cercles concèntrics amb l'origen com a centre. Una matriu de convolució bidimensional es calcula prèviament a partir de la fórmula i es convoluciona amb dades bidimensionals. Cada element del nou valor de la matriu resultant s'estableix en una mitjana ponderada del veïnatge d'aquest element. L'element focal rep el pes més gran (que té el valor gaussià més alt) i els elements veïns reben pesos més petits a mesura que augmenta la seva distància a l'element focal. En el processament d'imatges, cada element de la matriu representa un atribut de píxel, com ara la brillantor o la intensitat del color, i l'efecte general s'anomena desenfocament gaussià.
El filtre gaussià é no-causal, el que significa que la finestra del filtre és simètrica respecte a l'origen en el domini del temps. Això fa que el filtre gaussià sigui físicament irrealitzable. Això normalment no té cap conseqüència per a aplicacions on l'amplada de banda del filtre és molt més gran que el senyal. En els sistemes en temps real, es produeix un retard perquè les mostres entrants han d'omplir la finestra del filtre abans que el filtre es pugui aplicar al senyal. Tot i que cap retard no pot fer que un filtre gaussià teòric sigui causal (perquè la funció gaussiana és diferent de zero a tot arreu), la funció gaussiana convergeix a zero tan ràpidament que una aproximació causal pot aconseguir qualsevol tolerància requerida amb un retard modest, fins i tot amb la precisió de representació en coma flotant.

## Aplicacions
- GSM ja que aplica modulació GMSK.
- el filtre gaussià també s'utilitza a GFSK.
- Canny Edge Detector utilitzat en el processament d'imatges.